# 布伦特 (阿拉巴马州)
布伦特（英語：Brent），是美国阿拉巴马州下属的一座城市。面积约为8.78平方英里（约合22.74平方公里）。根据2010年美国人口普查，该市有人口4,947人，人口密度为563.5/平方英里（约合217.55/平方公里）。